# Thomas Couture
Thomas Couture (Senlis, 21 de desembre de 1815 - Villiers-le-Bel, 30 de març de 1879) fou un pintor i professor de pintura francès d'estil acadèmic.
Nascut a Senlis, a l'edat d'onze anys es va traslladar amb la seva família a la ciutat de París, on va estudiar a l'École des Arts et Métiers i més tard a l'Escola de Belles Arts. L'any 1837 va guanyar el Premi de Roma, després d'haver optat a ell en sis ocasions.
Va començar a exposar el 1840 amb pintures de gènere i històriques al Saló de París, on va ser guardonat amb diverses medalles, en particular per la seva obra mestra presentada el 1847: Les Romains de la décadence. Poc temps després, Couture va obrir un estudi amb el fi de desafiar l'Escola de Belles Arts. Les innovacions tècniques de Couture van obtenir gran atenció per part del públic, i rebé encàrrecs per part del Govern i de l'Església per realitzar murals. Decebut per la freda acollida de les seves pintures murals, el 1860 va decidir abandonar París per una temporada i establir-se en la seva ciutat natal, Senlis, on va continuar fent classes a joves promeses de la pintura. L'any 1867 va tornar a qüestionar l'acadèmia, quan va publicar el llibre Méthode et entretiens d'ateliers, una obre de mètodes d'ensenyament i tècniques desenvolupades per ell mateix.
Al llarg de la seva vida, Couture va tenir com a alumnes a personalitats del món de l'art com ara Edouard Manet, Henri Fantin-Latour o Pierre Puvis de Chavannes. Thomas Coutoure va morir a Villiers-le-Bel, Val-d'Oise i va ser enterrat al cementiri Père Lachaise a París.

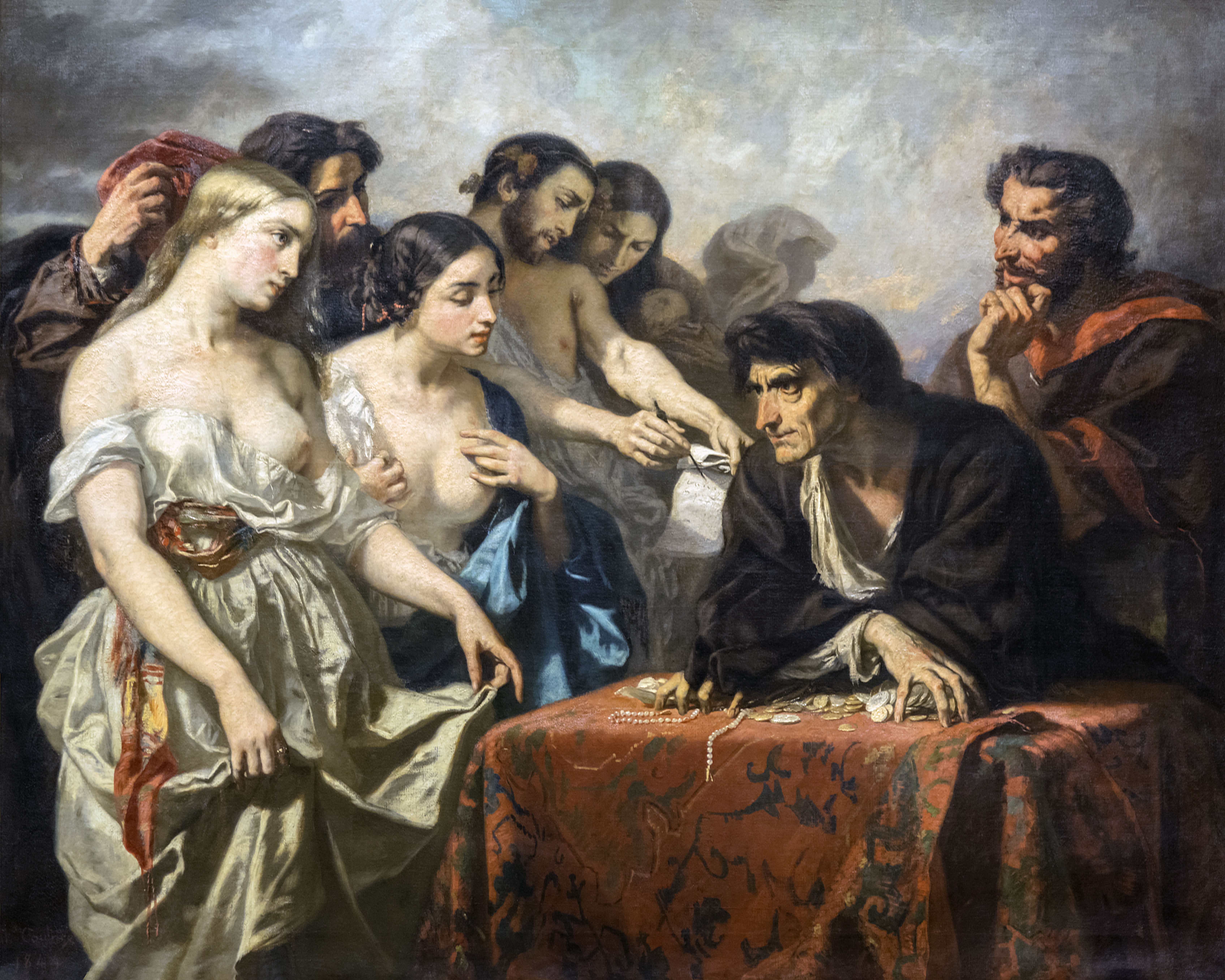
La set d'or  1844
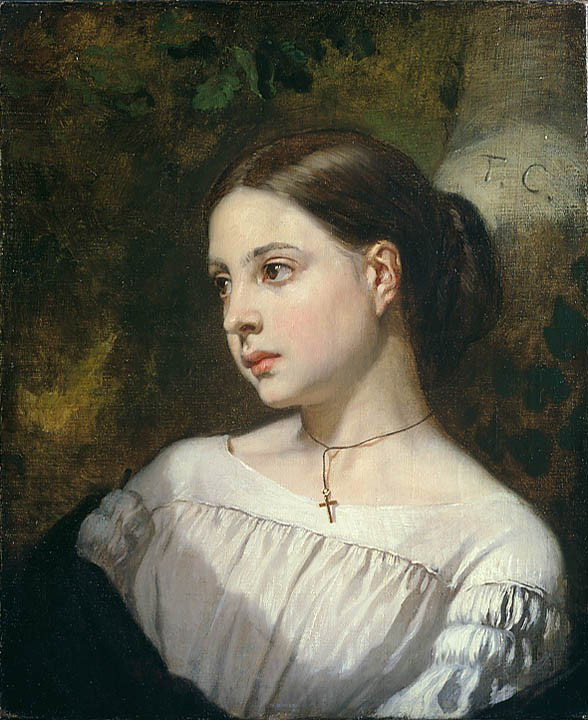
Retrat de una jove
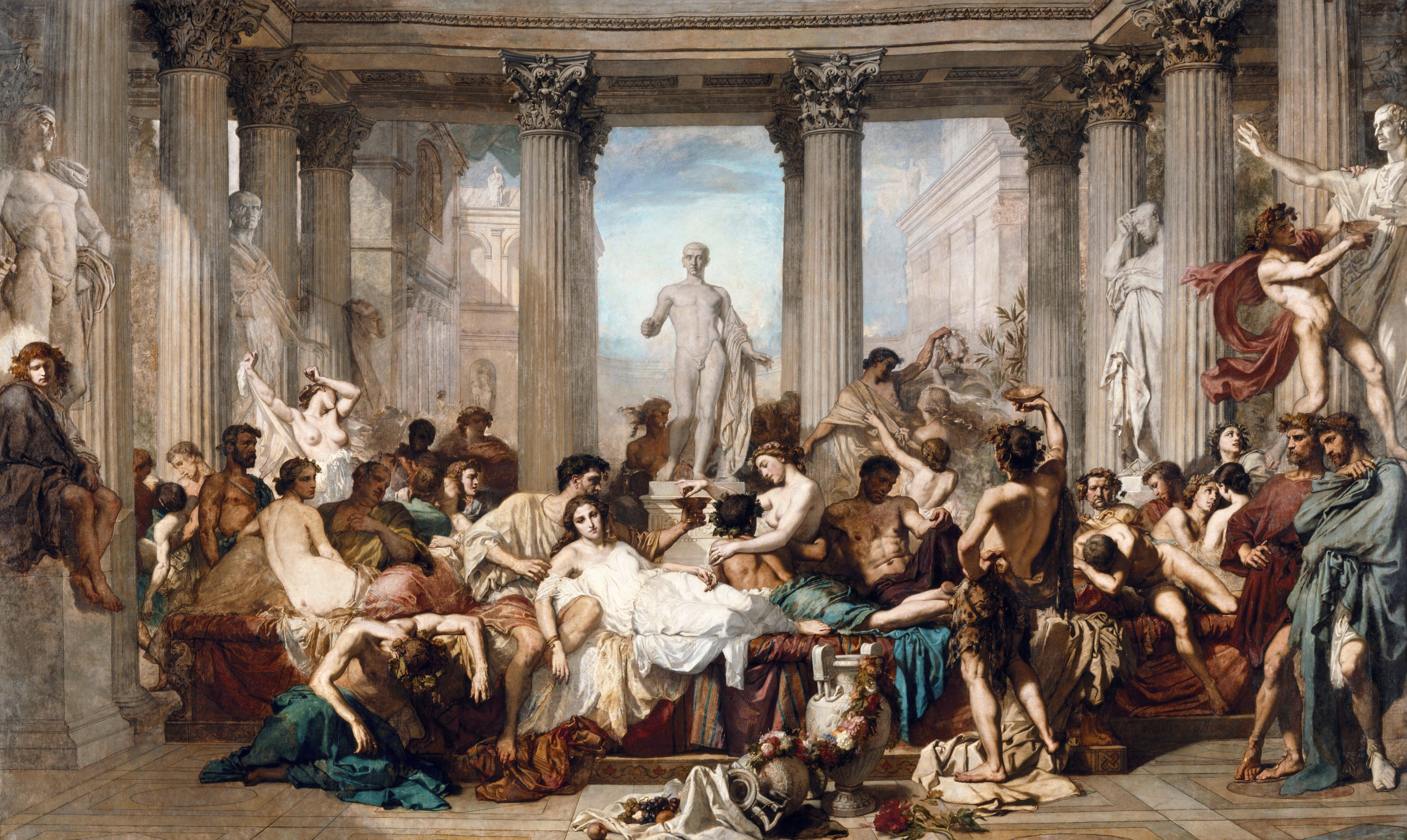
Les Romains de la décadence